# IC 5105B
IC 5105B је спирална галаксија у сазвјежђу Микроскоп која се налази на листи објеката дубоког неба у Индекс каталогу.
Деклинација објекта је - 40° 50' 6" а ректасцензија 21h 26m 0,2s. Привидна величина (магнитуда) објекта IC 5105 износи 12,9 а фотографска магнитуда 13,7. IC 5105B је још познат и под ознакама ESO 342-46, MCG -7-44-8, AM 2122-410, IRAS 21228-4103, PGC 66740.